# Loire-les-Marais
Loire-les-Marais és un municipi francès situat al departament del Charente Marítim i a la regió de la Nova Aquitània. L'any 2007 tenia 333 habitants.

## Demografia

### Població
El 2007 la població de fet de Loire-les-Marais era de 333 persones. Hi havia 116 famílies de les quals 16 eren unipersonals (12 homes vivint sols i 4 dones vivint soles), 40 parelles sense fills, 56 parelles amb fills i 4 famílies monoparentals amb fills.
La població ha evolucionat segons el següent gràfic:
Habitants censats

### Habitatges
El 2007 hi havia 125 habitatges, 121 eren l'habitatge principal de la família, 2 eren segones residències i 2 estaven desocupats. Tots els 125 habitatges eren cases. Dels 121 habitatges principals, 106 estaven ocupats pels seus propietaris, 11 estaven llogats i ocupats pels llogaters i 4 estaven cedits a títol gratuït; 5 tenien dues cambres, 11 en tenien tres, 46 en tenien quatre i 59 en tenien cinc o més. 103 habitatges disposaven pel capbaix d'una plaça de pàrquing. A 42 habitatges hi havia un automòbil i a 75 n'hi havia dos o més.

### Piràmide de població
La piràmide de població per edats i sexe el 2009 era:
| Homes | Edats   | Dones |
| ----- | ------- | ----- |
| 0     | 95 o +  | 0     |
| 0     | 90 a 94 | 0     |
| 0     | 85 a 89 | 4     |
| 0     | 80 a 84 | 0     |
| 0     | 75 a 79 | 0     |
| 8     | 70 a 74 | 4     |
| 0     | 65 a 69 | 4     |
| 4     | 60 a 64 | 4     |
| 8     | 55 a 59 | 8     |
| 4     | 50 a 54 | 4     |
| 28    | 45 a 49 | 24    |
| 0     | 40 a 44 | 8     |
| 24    | 35 a 39 | 8     |
| 16    | 30 a 34 | 24    |
| 8     | 25 a 29 | 20    |
| 12    | 20 a 24 | 0     |
| 12    | 15 a 19 | 24    |
| 8     | 10 a 14 | 8     |
| 12    | 5 a 9   | 24    |
| 8     | 0 a 4   | 12    |

## Economia
El 2007 la població en edat de treballar era de 233 persones, 177 eren actives i 56 eren inactives. De les 177 persones actives 161 estaven ocupades (89 homes i 72 dones) i 16 estaven aturades (10 homes i 6 dones). De les 56 persones inactives 14 estaven jubilades, 16 estaven estudiant i 26 estaven classificades com a «altres inactius».

### Ingressos
El 2009 a Loire-les-Marais hi havia 123 unitats fiscals que integraven 339,5 persones, la mediana anual d'ingressos fiscals per persona era de 17.047 €.

### Activitats econòmiques
Dels 10 establiments que hi havia el 2007, 1 era d'una empresa extractiva, 3 d'empreses de construcció, 4 d'empreses de comerç i reparació d'automòbils, 1 d'una empresa immobiliària i 1 d'una empresa de serveis.
Dels 4 establiments de servei als particulars que hi havia el 2009, 1 era un paleta, 1 guixaire pintor, 1 fusteria i 1 lampisteria.
L'any 2000 a Loire-les-Marais hi havia 11 explotacions agrícoles.

## Poblacions més properes
El següent diagrama mostra les poblacions més properes.